# Munch (film)
Pour plus de détails, voir Fiche technique et Distribution.
Munch est un film norvégien réalisé par Henrik Martin Dahlsbakken, sorti en 2023. C'est un film biographique sur le peintre norvégien Edvard Munch.

## Fiche technique
Sauf indication contraire, les informations mentionnées dans cette section peuvent être confirmées par la base de données cinématographiques IMDb,  présente dans la section « Liens externes ».
- Titre français : Munch
- Réalisation : Henrik Martin Dahlsbakken
- Scénario : Fredrik Høyer et Mattis Herman Nyquist
- Costumes : Miriam Lien
- Photographie : Oskar Dahlsbakken et Pål Ulvik Rokseth
- Montage : Philip Cosgrove Geertsen
- Musique : Tim Fain
- Pays d'origine : Norvège
- Format : Couleurs
- Genre : biographie, drame, historique
- Durée : 104 minutes
- Date de sortie :
  - Norvège : 27 janvier 2023
  - France : 20 décembre 2023

## Distribution
- Alfred Ekker Strande : Edvard Munch (21 ans)
- Mattis Herman Nyquist : Edvard Munch (30 ans)
- Ola G. Furuseth : Edvard Munch (45 ans)
- Anne Krigsvoll : Edvard Munch (80 ans)
- Thea Lambrechts Vaulen : Milly Thaulow
- Gjertrud L. Jynge : Tante Karen
- Per Frisch : Christian Munch, le père d'Edvard Munch
- Ylva Fuglerud : Inger Munch, la sœur d'Edvard Munch
- Hanna-Maria Grønneberg : Amalie
- Jesper Christensen : docteur Daniel Jacobson
- Anders Baasmo : Rolf Stenersen
- Hildegun Riise : Petra
- Lisa Carlehed : August Strindberg
- Arthur Berning : Sigbjørn Obstfelder
- Nader Khademi : Gustav Vigeland
- Ida Elise Broch : Dagny Juel